# Wave Dragon
Le projet Wave Dragon est un projet danois, de production électrique utilisant la puissance des vagues. La production nominale prévue, varie selon les modèles, de 4,7 MW à 11 MW, et sa production annuelle varie de 12,20 GWh à 35 GWh.

## Principe
Le Wave Dragon utilise le système de plate-forme offshore flottante, constituée d'un immense réservoir amarré en haute-mer, de 260 mètres de large et pesant 30 000 tonnes. Il est composé de deux bras qui créent un système d'entonnoir vers la plateforme centrale servant de réservoir. Cette plateforme se trouve au-dessus du niveau de la mer, et est submersible. Les vagues franchissent un plan incliné montant et remplissent ainsi le réservoir surélevé, qui se vide ensuite par gravité, en actionnant une turbine Kaplan, tournant horizontalement, et produisant l'électricité. Le Wave Dragon peut être déployé seul, ou dans un parc en réseau jusqu'à 200 unités.

## La conversion d'énergie
Celle-ci s'effectue en trois étapes : (1) Surverse (absorption) → Stockage (réservoir) → Turbines Kaplan, de basse chute (production)
Les autres convertisseurs d'énergie des vagues font usage du mouvement mécanique des vagues ou de la pression du fluide. Wave Dragon n'utilise pas de conversion, comme par exemple l'oscillation de colonnes d'eau, ou d'air, ou de radeaux articulés, ou des dispositifs gyroscopiques ou hydrauliques. Le Wave Dragon utilise directement l'énergie du mouvement de l'eau. Le Wave Dragon est par nature, lourd et possède donc une forte inertie, et ne possède qu'un seul type de pièces en mouvement : les turbines. Cela est essentiel pour tout appareil fonctionnant en haute mer, où les conditions extrêmes et l'encrassement, affectent gravement les pièces mobiles.

## Le prototype
Le premier prototype Wave Dragon de 237 tonnes (échelle 1 / 4,5), a été remorqué en mars 2003 pour le premier site d'essai le Wave Energy Test Center, dans le fjord Nissum Bredning, puis connecté au réseau électrique, la même année.
Le prototype a été testé jusqu'en janvier 2005. En 2006, un prototype modifié a été déployé sur un autre site d'essai, avec des vagues d'amplitudes plus importantes.
En mai 2008: le prototype a été modifié et réparé, puis redéployé sur le site d'essai d'origine à Nissum Bredning, au début de l'automne 2009 pour les tests finaux
Le Wave Dragon est constitué : 
- d'un corps principal, comportant une double rampe incurvée (en béton armé et/ou en acier)
- de deux réflecteurs d'ondes en béton et/ou en acier renforcé
- d'un système d'amarrage
- de turbopropulseurs
- de générateurs à aimant permanent

Les essais sur le prototype Wave Dragon ont été réalisés dans le but :
- d'optimiser le débordement,
- d'affiner la réponse hydraulique : anti-tangage et anti-roulis, .
- de réduire le stress sur les réflecteurs d'ondes et le système d'amarrage,
- de réduire les coûts de construction, d'entretien et les coûts de fonctionnement.

Le projet Wave Dragon
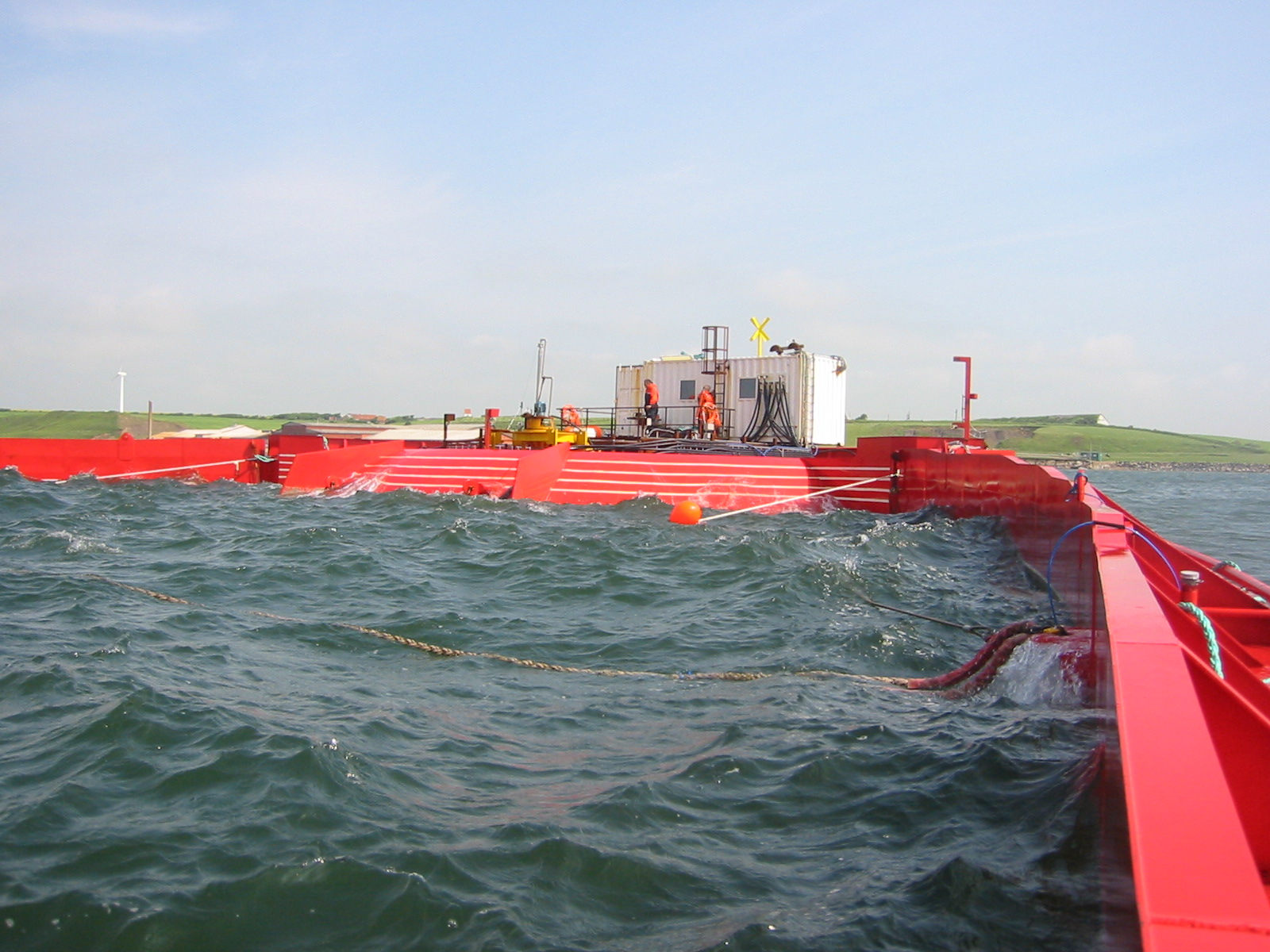
Prototype à échelle réduite 1 / 4,5
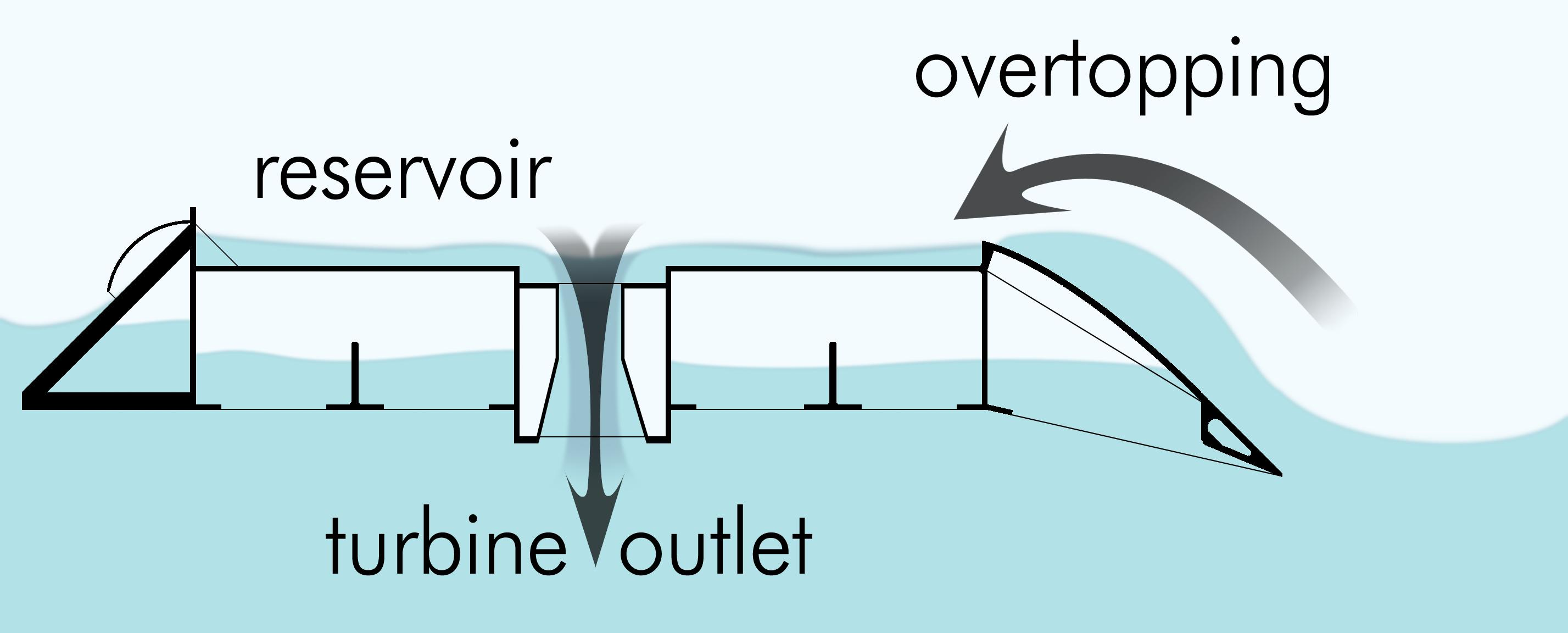
Principe du Wave Dragon, à réservoir submersible, et à turbine Kaplan

## Modifications à la suite des essais

### Les turbines
Dans ce projet co-financé par l'Agence danoise de l'énergie (Dansk Energi), et la Commission européenne, un modèle spécifique de turbine Kaplan a été développé et testé avec des résultats très prometteurs. Six nouvelles turbines ont été installées sur le prototype, équipées avec des aubes et des ailettes de grille, fixes.

### La plate-forme
Après les premiers essais, la géométrie de la Wave Dragon a été quelque peu modifiée. De nouveaux essais dans un bassin à vagues, ont été réalisés à l'Université d'Aalborg, permettant d'améliorer le franchissement des vagues.